# Dámy z Bouloňského lesíka
Dámy z Bouloňského lesíka (v originále Les dames du Bois de Boulogne) je druhý celovečerní film francouzského režiséra Roberta Bressona. Jedná se o zmodernizovanou adaptaci jedné z epizod románu Denise Diderota Jakub Fatalista. Na scénáři se podílel i Jean Cocteau a snímek nese všechny rysy Bressonova režijního rukopisu - odstranění všech vedlejších postav i rušivých prvků, výrazná psychologizace i až naturalistické scény. Tematicky se film zdánlivě vymyká obvyklé Bressonově tvorbě - tématům víry, avšak i tento světský příběh lásky, vášně a starých pout zaujímá pevné místo ve filmografii Roberta Bressona.

## Děj
Hélène se dozví až od svého známého, že k ní její milenec, markýz Jean, již necítí to, co dříve. Zdánlivě se s Jeanem rozejde v dobrém, ve skutečnosti však nemyslí na nic jiného než na pomstu.
V jedné taneční revue objeví mladou ženu Agnès, která dokáže svým půvabem okouzlit takřka všechny muže. Hélène pojme zlomyslný plán: využije dívku k tomu, aby učarovala Jeanovi, což by způsobilo největší radost právě Hélène.
Jean se s Agnès seznámí a opravdu se do ní ihned zamiluje, jenomže Agnès by už ráda začala nový život, v němž by pokud možno nefigurovali žádní muži. Jean se však nevzdává a nakonec Agnès získá, nevěda o její minulosti. Hélène škodolibě sdělí Jeanovi vše o Agnèsině minulém povolání až na Jeanově svatbě. Agnès trpí srdeční slabostí a snímek končí v okamžiku, kdy Agnès umírá v Jeanově náručí.

## Obsazení
| Paul Bernard      | Jean    |
| María Casares     | Hélène  |
| Elina Labourdette | Agnès   |
| Lucienne Bogaert  | paní D  |
| Jean Marchat      | Jacques |